# Júlio Redecker
Júlio César Redecker (Taquari, 12 de julio de 1956-São Paulo, 17 de julio de 2007) fue un empresario y político brasileño. Redecker fue elegido diputado federal en cuatro legislaturas, de 1995 a 1998, de 1999 a 2002 y de 2003 a 2006. Al momento de su fallecimiento cumplía su cuarta legislatura.
Inició su carrera política en la Alianza Renovadora Nacional, para después incorporarse a la formación de centro-derecha Partido Progresista. En 2003, Redecker se afilió al Partido de la Social Democracia Brasileña.
Falleció el 17 de julio de 2007 en el accidente aéreo del vuelo TAM 3054, que se estrelló luego de aterrizar en el Aeropuerto de Congonhas. Estaba casado y tenía tres hijos.

## Muerte
Júlio Redecker fue una de las víctimas fatales del accidente del Vuelo 3054 de TAM, que despegó de Porto Alegre a São Paulo y sufrió un accidente al aterrizar en Congonhas. Redecker planeaba partir hacia Sao Paulo en la mañana del 17 de julio de 2007 junto con su familia, pero por motivos personales, tuvo que embarcarse a última hora de la tarde. El congresista había sido dejado por su chofer en el aeropuerto Salgado Filho y una hora antes de abordar, había intentado cambiar su vuelo al operador Gol Linhas Aéreas, para poder ir directamente al aeropuerto de Guarulhos.
El congresista viajaría a Washington, Estados Unidos, alrededor de las 22:10, donde participaría, junto a otros diputados, en una reunión con la presidenta de la Cámara de Representantes de ese país, Nancy Pelosi. Sin embargo, como no existía un vuelo directo a Guarulhos a través de Gol, y no supondría ninguna diferencia trasladarlo a otro vuelo, Redecker decidió continuar el viaje a través de la aerolínea TAM Linhas Aéreas. Pero trágicamente alrededor de las 6:48 pm, el avión tuvo un accidente al aterrizar en Congonhas, cruzó la pista resbaladiza, sobrevoló la Avenida Washington Luís a muy baja altura y chocó contra un edificio de la propia TAM Linhas Aéreas, matando a Redecker y otras 198 personas, incluidos todos los pasajeros del avión. El congresista murió menos de una semana después de cumplir 51 años.
Su cuerpo fue enterrado el 20 de julio de 2007 en la ciudad de Novo Hamburgo, Rio Grande do Sul, con la presencia del ministro de Justicia Tarso Genro y el gobernador minero Aécio Neves.